# STS-43
A STS-43 foi uma missão da nave Atlantis, lançada em 2 de agosto de 1991, cujo principal objetivo foi colocar em órbita o satélite de comunicações da NASA e de diversas agências do governo dos Estados Unidos, o Tracking and Data Relay Satellite.

## Tripulação
| Posição                  | Astronauta    |
| ------------------------ | ------------- |
| Comandante               | John Blaha    |
| Piloto                   | Michael Baker |
| Especialista de missão 1 | Shannon Lucid |
| Especialista de missão 2 | James Adamson |
| Especialista de missão 3 | David Low     |

## Principais fatos
O lançamento ocorreu em 2 de Agosto de 1991, às 11:01:59 a.m. EDT. O lançamento havia sido originalmente marcado para o dia 23 de Julho, porém foi movido para 24 de Julho para permitir a substituição de alguns controles eletrônicos da separação orbitador/tanque externo. A missão foi então adiada novamente por cerca de cinco horas antes da decolagem em 24 de Julho devido a um controlador defeituoso no motor principal número três. O controlador foi substituído e testado, a missão foi adiada para o dia 1 de Agosto. A decolagem foi planejada para as 11:01 a.m. devido devido a uma leitura na válvula de pressão, e foi adiada novamente para as 12:28 p.m. devido a condições climáticas para retorno ao local de lançamento não aceitáveis. O lançamento foi marcado então para o dia 2 de Agosto, quando este ocorreu com sucesso. O peso no lançamento foi de 259 374 lb (117 650 kg).
A carga primária consistia do Tracking and Data Relay Satellite-5 (TDRS-5), anexado a um Estágio Superior Inercial (I US), ele foi lançado após cerca de seis horas de voo, e o IUS propeliu o satélite a uma órbita geossíncrona, o TDRS-5 se tornou o quarto membro do conjunto de satélites TDRS orbitantes. As cargas secundárias foram o Space Station Heat Pipe Advanced Radiator Element II (SHARE II), o instrumento Shuttle Solar Backscatter Ultra-Violet (SSBUV); o Equipamento de Controle de Pressão no Tanque (TPCE) e o Comunicações Ópticas Através de Janelas (OCTW). Os outros experimentos incluiam o Auroral Photography Experiment (APE-B), o Crescimento de Cristais de Proteína Ill (PCG Ill), o Bioserve / Instrumentation Technology Associates Materials Dispersion Apparatus (BIMDA), as Investigações sobre Processamento de Membranas de Polímeros (IPMP), o Sistema de Medição de Aceleração no Espaço (SAMS), o Experimento de Combustão em Superfície Sólida (SSCE), o Ultraviolet Plume imager (UVPI) e o experimento Air Force Maui Optical Site (AMOS).
O TDRS E, que se tornou o TDRS-5 em órbita, foi propulsionado com sucesso à sua órbita geossíncrona a mais de 22 000 milhas (35 400 km) acima da Terra através de duas queimas do foguete do Estágio Superior Inercial (IUS), a última destas queimas ocorreu aproximadamente após 12 horas e 30 minutos do início da missão. O TDRS então liberou suas antenas e painéis solares, a separação do ocorreu 45 minutos depois.
A rede de satélites TDRS provê um link de comunicação vital entre a Terra e naves em baixa órbita, tais como o ônibus espacial. Até o lançamento realizado na STS-43 deployment, havia três naves TDRS em órbita sobre o equador, duas estavam na posição oeste sobre o Oceano Pacífico, no sudoeste do Havaí, o estava na posição leste sobre a divisa do nordeste doBrasil. O TDRS-B foi perdido no acidente de Challenger em 1986. Após a STS-43, os dois satélites no oeste se tornaram lixo em órbita. O TDRS-5 após sua ativação, checagem e calibração, oficialmente se tornou o provedor primário de serviços na localização oeste em 7 de Outubro de 1991. Ele está estacionado a uma longitude de 175 graus oeste.
Anteriormente, uma nave orbitante poderia se comunicar com a Terra apenas quando estivesse na faixa de alcance da estação de cobertura em terra, cerca de 15 porcento de cada órbita. A rede TDRS permite comunicações entre 85 e 100 porcento da órbita, dependendo da altitude da nave.
O grupo se manteve ocupado com a operação de diferentes instrumentos durante o nono dia de voo. O experimento Space Station Heat Pipe Advanced Radiator Element II (SHARE-II) testou um processo de resfriamento natural para a transferência de energia térmica que puderia servir como um sistema de resfriamento para a estação espacial Freedom. O experimento de Combustão em Superfície Sólida proveu algumas respostas sobre como o fogo se comporta em uma ambiente de microgravidade. O grupo também ativou outros experimentos de ciência dos materiais previamente realizados em outras missões e participou em experimentos médicos sobre o suporte de voos de longa duração. Um teste mostrou que as fibras ópticas poderiam prover links de áudio e vídeo entre o compartimento de voo e o compartimento de carga.
O grupo passou por alguns problemas pequenos, não sendo nenhum deles críticos para a segurança ou o sucesso da missão. Um sistama de resfriamento da Unidade de Potência Auxiliar (APU) 2 falhou em ativar-se durante um teste em órbita. O APU 2 é um dos três sistemas redundante que provêem pressurização hidráulica aos sistemas de direção durante a reentrada e a aterrissagem. O APU 2 ainda estava disponível para uso na aterrissagem.
A aterrissagem ocorreu em 11 de Agosto de 1991, às 8:23:25 a.m. EDT, na Runway 15, no Centro Espacial John F. Kennedy, FL. A distância de rolagem foi de 9 890 pés. O tempo de rolagem foi de 60 segundos. A primeira aterrissagem planejada no Centro Espacial Kennedy desda a STS-61-C em Janeiro de 1986 (a qual foi divergida para a Base Edwards da força aérea). O peso na aterrissagem foi de 196 088 lb (88 944 kg).